# كلود نويل
كلود نويل هو لاعب هوكي الجليد كندي، ولد في 31 أكتوبر 1955 في كيركلاند ليك في كندا.

## وصلات خارجية
- كلود نويل على موقع دوري الهوكي الوطني (الإنجليزية)
- كلود نويل على موقع قاعة مشاهير الهوكي (لاعب أن.إتش.أل) (الإنجليزية)
- كلود نويل على موقع EliteProspects.com (الإنجليزية)
- كلود نويل على موقع HockeyDB.com (الإنجليزية)
- كلود نويل على موقع Hockey-Reference.com (الإنجليزية)